# Баумейстер, Вольфганг
Вольфганг Баумейстер (Wolfgang P. Baumeister; род. 22 ноября 1946, Весселинг, Северный Рейн-Вестфалия) — немецкий биохимик, структурный биолог, специалист по криоэлектронной томографии. Доктор философии (1973), профессор, иностранный член НАН США (2010).
Изучал биологию, химию и физику в Мюнстерском и Боннском университетах. Степень доктора философии получил в Дюссельдорфском университете в 1973 году. В 1973—1980 гг. там же исследовательский ассоциат на кафедре биофизики. В 1980—1981 гг. в Кавендишской лаборатории в Кембридже как стипендиат Гейзенберга. С 1982 года групп-лидер в Институте биохимии Макса Планка в Мартинсриде, с 1988 года его научный член и глава отдела структурной биологии. Почётный профессор Технического университета в Мюнхене (2000). Член Американской академии искусств и наук.
Главред Biochemical and Biophysical Research Communications.
Автор работ в Science и PNAS.

## Награды и отличия
- Otto Warburg Medal[англ.] (1998)
- Moore Distinguished Scholar Калтеха (2000)
- Louis-Jeantet Prize for Medicine[англ.] (2003)
- Stein and Moore Award (2004)[5]
- Schleiden Medal[англ.] (2005)
- Премия Харви (2005)
- Ernst Schering Prize[англ.] (2006)
- John Cowley Medal (2010)[6]
- Ivano Bertini Award (2019)[7]
- ERC Synergy Grant (2020)[8]
- Alexander Hollaender Award in Biophysics[англ.] (2022)